# Wehe (Dötlingen)
Wehe ist ein Ortsteil der Gemeinde Dötlingen im niedersächsischen Landkreis Oldenburg im Naturpark Wildeshauser Geest. 
Der fünfeinhalb Kilometer nördlich vom Ortskern Dötlingens gelegene Ortsteil hatte im August 2022 83 Einwohner.